# Strada Statale 640 degli Scrittori

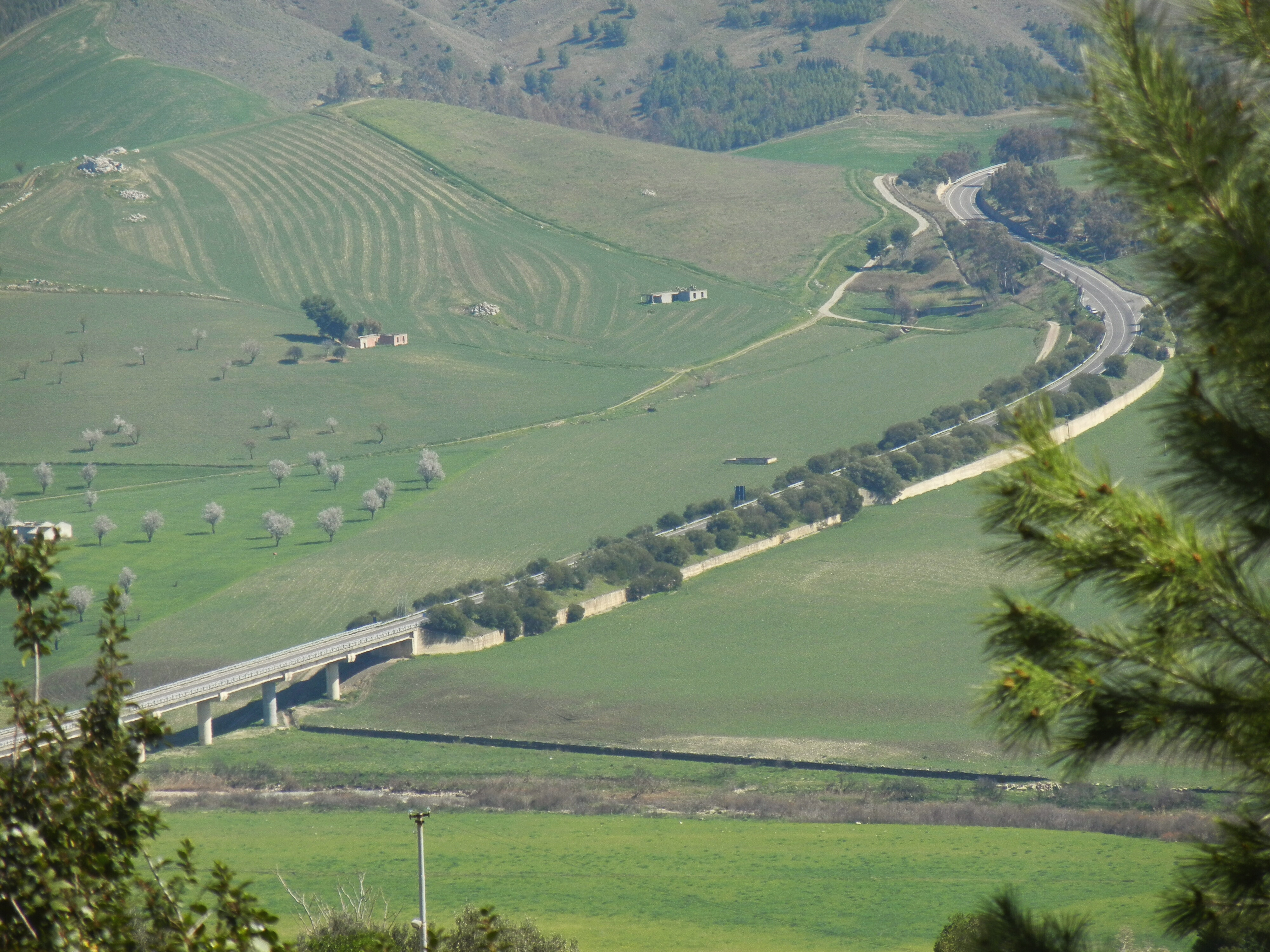
Panorama

Die Strada Statale 640 degli Scrittori ist eine italienische Staatsstraße, die in der Region Sizilien verläuft.
Sie beginnt in Porto Empedocle am Kreisverkehr mit der Via Molo und der Via Bagni und verläuft auf 3 Kilometern bis nach Villagio Pirandello. Dort übernimmt die SS 640 an der Anschlussstelle "Porto Empedocle" die Fahrbahn der aus Trapani kommenden SS 115. Die SS 640 ist dort bis zur Rotatoria Giunone für rund 3,5 Kilometer ein Teil der E 931, die aber am Kreisverkehr Giunone wieder rechts auf die SS 115 Richtung Licata wechselt. Die SS 640 verläuft geradeaus weiter über den 2016 fertiggestellten, autobahnähnlichen Ausbau der Strecke. Von Canicatti bis Caltanissetta befindet sich die Strecke noch im Ausbau.
Die SS 640 endet an der AS Caltanissetta der A 19 (E 932), wo Anschluss nach Palermo und Catania besteht.